# Regueras de Arriba
Regueras de Arriba település Spanyolországban, León tartományban. Lakosainak száma 264 fő (2024).

## Földrajza
Regueras de Arriba Cebrones del Río, La Bañeza, Soto de la Vega, Villazala és Valdefuentes del Páramo községekkel határos.

## Népesség
A település lakosságának változását az alábbi diagram mutatja:
| Lakosok száma | 402  | 368  | 355  | 345  | 332  | 331  | 295  | 280  | 264  | 264  |
|               | 2001 | 2004 | 2007 | 2009 | 2012 | 2014 | 2017 | 2019 | 2022 | 2024 |